# G.222

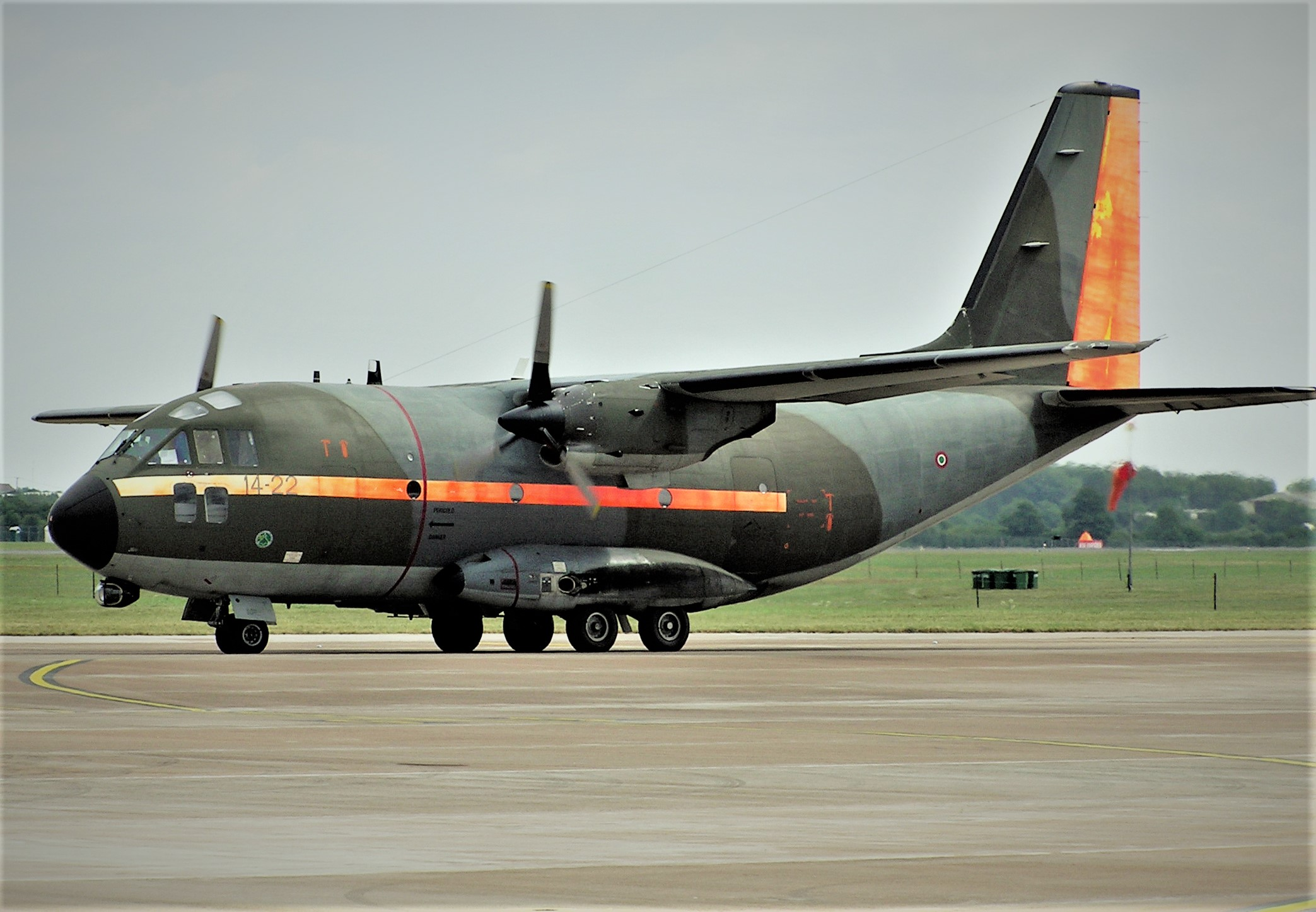
Egy Aeritalia G.222RM gurul a 2005 júliusában megrendezett RIAT 2005 repülőszalonon

A G.222 (beceneve „Panda”) közepes, STOL-képességű katonai teherszállító repülőgép, amelyet az olasz Aeritalia (kezdetben Fiat Aviazione, ma Alenia Aeronautica) fejlesztett ki és gyártott az 1980-as években. Eredetileg a NATO légiszállító-igényeinek megfelelően lett megtervezve, de végül egyedül az Olasz Légierő (Aeronautica Militare) rendelt a típusból és a gyártását ezután leállították. Fejlesztési konkurense, a C–160 nagyobb exportsikereket ért el. Az Amerikai Légierő a C–130 Hercules kisegítésére és a régen kivont C–123 Provider-ek hiánypótlására az 1980-as évek végén megkezdték vizsgálni a típust, majd ennek avionikai átalakítása után új típusjelzéssel, C–27A Spartan-ként hadrendbe állítottak 10 db-ot 1990–1991-ben (ők „Chuck”-nak nevezték). Napjainkban modernizált változatát, a C–27J Spartan-t közösen forgalmazzák a nemzetközi piacokon, amely a C–130J Super Hercules főbb rendszereivel épül.

## Történet
1962-ben a NATO pályázatot írt ki egy függőleges/kis fel- és leszálló képességekkel rendelkező (V/STOL) teherszállító repülőgépre, a program neve NATO Basic Military Requirement 4 volt. A benyújtott pályamunkák közül azonban egyet sem ítéltek gyártásképesnek. Az olasz légierő a Fiat Aviazione pályamunkájában fejlesztési lehetőséget látva, 1968-ban három prototípus legyártására adott megrendelést (egy földi, statikus tesztek elvégzésére alkalmasra és két repülőképesre). Ez a pár példány az eredeti elképzelések egyszerűsítésével jött létre. Az első prototípus 1970. július 18-án szállt fel és 1971 decemberére kiértékelték mind a két prototípust. Összegzéseként kedvező értékelést kaptak, így egy 44 db-os előrendelésre kötött szerződést a légierő az akkor már Aeritalia-vá alakult vállalattal. Az első legyártott G.222 1978 áprilisában állt csapatszolgálatba, amit bemutattak az 1979 júniusi párizsi Le Bourget-i légiszalonon is.
Az Amerikai Légierő 1990-ben a típust választotta ki a Gyorsreagálású Hadszíntér-támogató Légiszállító (Rapid-Response Intra-Theater Airlifter, RRITA) program alapjául. 10 db G.222-t vásároltak meg, gyártattak le és állítottak hadrendbe C–27A Spartan típusjelzéssel. A gépek avionikáját a Chrysler modernizálta és építette be. A gépek honi bázisául a panamai Howard Légierő-bázist (Howard AFB) jelölték ki, ahonnan üzemeltetési problémák miatt 1999-ben vonták ki őket.
Azóta több ország is hadrendjébe állította.

## Szerkezeti felépítés

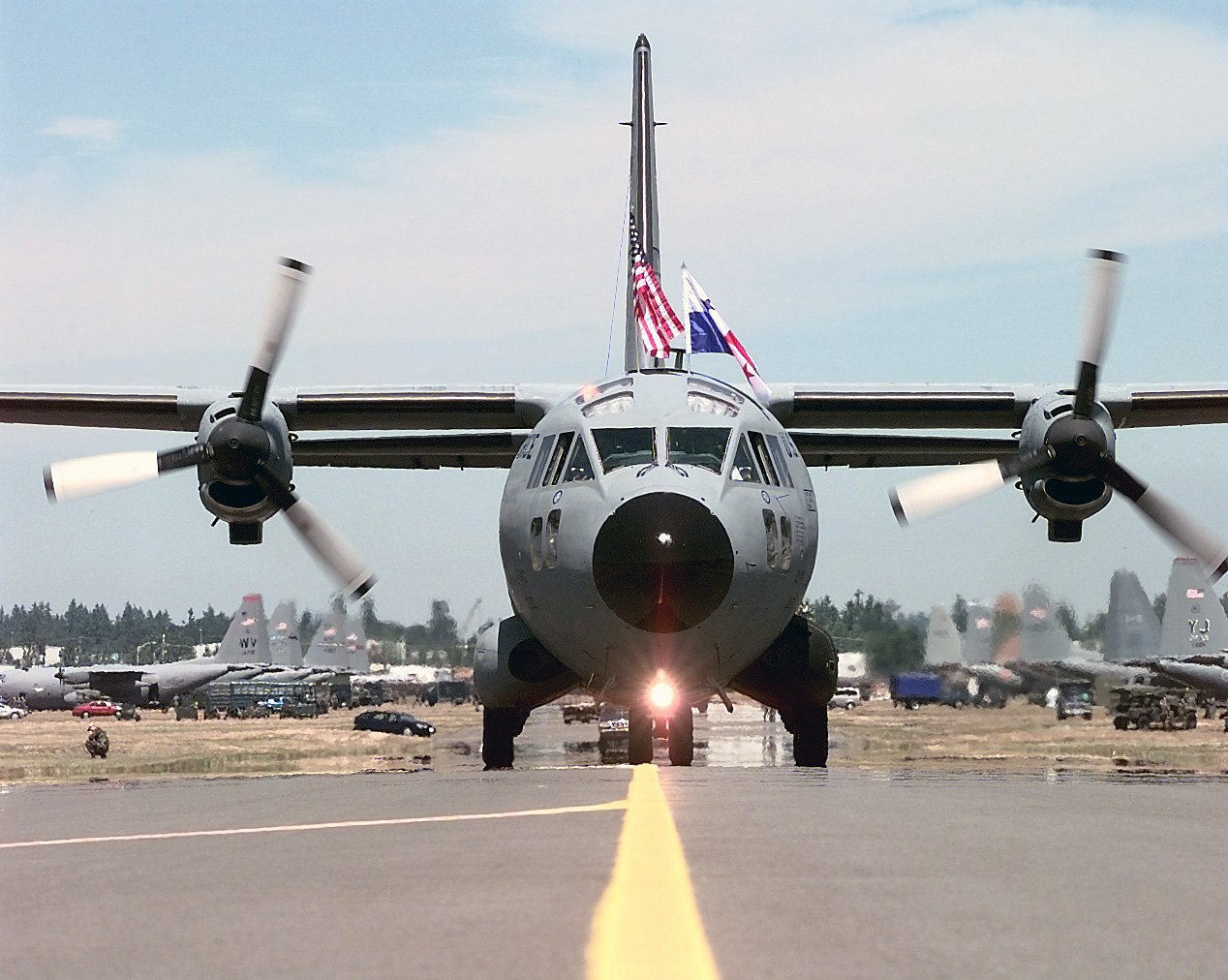
Az USAF 24. ezredének egyik C–27A-ja gurul a Howard AFB-n. Jól megfigyelhető az egyszerű futómű és a „letisztult” forma

A típus a teherszállítókra jellemző módon vállszárnyas (a törzs felső részén csatlakozó szárny). A szárnyra réseletlen fékszárnyakat, áramlásrontó lapokat, a szárnyfelek végeire csűrőlapokat helyeztek. A szárny és a vízszintes vezérsíkok be- és kilépőélei fűthetőek a jegesedés elkerülése érdekében. A repülőgépet két légcsavaros gázturbinás sugárhajtómű hajtja meg, háromágú légcsavarokkal.
A törzs elején helyezték el a pilótafülkét, a kör keresztmetszetű tehertér a végén elhelyezett, hidraulikus üzemű rámpán keresztül közelíthető meg és rakodható, illetve a rakomány innen deszantolható (például LAPES-szel).
Hárompontos futóművel rendelkezik, a főfutómű-gondolák a törzs közepén alul lettek kialakítva. A gondolákba oldalanként behúzott két-két futókerék részben kilátszik, ami „hasra szállásos” kényszerleszállás során kedvező. Az orrfutó dupla kerekes, sárvédő lemezek nincsenek kialakítva. Viszont a futómű felszerelhető kiegészítő sítalpakkal is, ami a hóval borított leszállópályákon jelent segítséget. Erős futóműve miatt a típus üzemeltethető kiépítetlen (döngölt, füves) és sarkköri futópályákról is.

## Változatok
- G.222TCM: A 2 db prototípus jelölése, amit az Olasz Légierőnek gyártottak.
- G.222RM (Radiomisura): rádiótechnikai bemérő repülőgép, amely segítségével a radarokat kalibrálják, szabályozzák be.
- G.222SAA (Sistema Aeronautico Antincendio, magyarul légi tűzoltó rendszer): tűzoltó változat, amelybe víztartályok, vagy tűzoltó vegyszertartályok szerelhetőek. 4 db épült az Olasz Légierő részére.
- G.222SAMA: szintén tűzoltó változat.
- G.222T: Rolls-Royce Tyne hajtóművekkel hajtott változat a Líbiai Légierőnek. Ismert még G.222L-ként is.
- G.222VS (Versione Speciale): Egy különleges változat, amely ECM-képességeivel elektronikai hadviselésre lett felkészítve. 2 db épült az Olasz Légierő részére. Ismert még G.222GE-ként is. Jól megkülönböztethető a farok tetejére szerelt elektronikai lencse alakú gondoláról, valamint az orr- és az főfutók közé szerelt „antennaerdőről”.[2]

### C–27 Spartan

#### C–27A Spartan

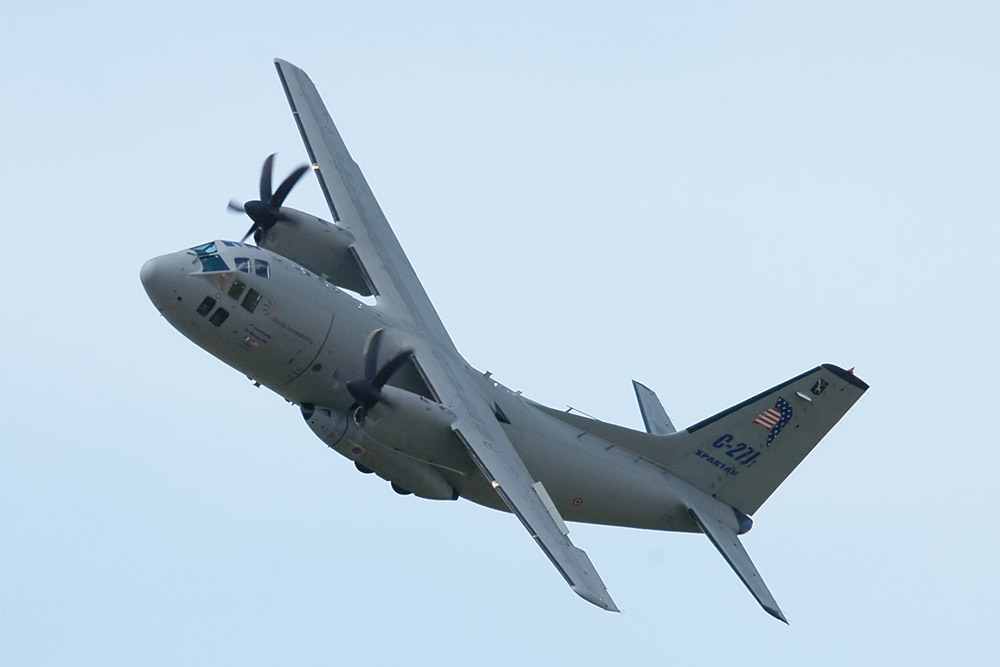
Egy olasz felságjelű C–27J Spartan a Le Bourget 2007 légiszalonon

10 db USA-nak épített, módosított elektronikus és navigációs rendszerrel épült G.222. 1999-ben kivonták.

#### C–27J Spartan
Az Amerikai Légierő részére az USA-ban – az Alenia-val közösen – modernizált változat, amelybe a C–130J Super Hercules egyes avionikai rendszereit építették.
Jelentős exportsikereket értek el vele, jelenleg 7 ország több mint 188 db-ra tett megrendelést: Bulgária (5 db), Görögország (12 db), Litvánia (3 db), Marokkó (4 db), Olaszország (12 db), Románia (7 db), USA (Hadsereg 75 db felett, Légierő 70 db felett).

## Megrendelő és üzemeltető országok

### Afgán Légierő
Az Alenia North America, Inc 2008. október 2-ai bejelentése szerint az USAF saját pénzügyi forrásaiból kifizetve – 287 millió USD értékben – 18 db hadrendből már kivont, de a Nápoly melletti gyárban nagyjavításra kerülő olasz G.222-t modernizáltat az Afgán Légihadtest számára. A nagyjavított és zavarórendszerekkel ellátott gépek így kb. 10 000 órás repülőidő-tartalékkal fognak rendelkezni. Az első afgán G.222 2009 szeptemberében, az utolsó 2011 közepén áll hadrendbe. A gépek a kabuli repülőtéren fognak állomásozni, ahol ebben a szállító-kategóriában már üzemeltet a hadtest 5 db An–32-t. A gépek az olasz légierő Pisa-i légibázisán vannak elhelyezve, korábban az olasz 46. légiszállító-dandár állományában voltak. A februárban keltezett hír még 24 db elkülönített gépről írt, amiből 23 db-ot adtak volna át az afgánoknak, a 24.-et pedig a Nigériai Légierő vette volna át, kibővítve a meglévő 5 gépes flottáját. Azonban vélhetően a világgazdasági recessziónak köszönhetően 18 db-ra csökkent a gépmennyiség. Az USAF által megrendelt, felújított és modernizált G.222-esek első példányát 2009. július 6-án „gurították ki” („roll out”-ünnepség) Nápolyban a Capodichino-i repülőtér szerelőhangárjából. Első felszállása augusztusban történik, átadása a tervezett ütemben, szeptemberben lesz. A 18 gépből kettő VIP-szállító lesz eltérő felszereltséggel. A modernizálás érinti az avionikai és a fedélzetirendszer-elemeket, új robotpilótákat és rakétavédelmi rendszereket építenek be a szerkezeti felülvizsgálaton kívül az országra jellemző éghajlati viszonyokat is figyelembe véve. A modernizált gépek később akár C–27J Spartan-ra is átépíthetőek lesznek.

### Argentin Légierő
3 db géppel rendelkeznek.

### Egyesült Arab Emírségek Légiereje
1 db géppel rendelkeznek.

### Görög Légierő
12 db C-27J-t rendelt.

### Líbiai Légierő
20 db géppel rendelkeznek.

### Nigériai Légierő
5 db G.222-t üzemeltet, majd egy újabbat vesznek. Mind a 6 db-ot az Alenia nagyjavítja és modernizálja.

### Olasz Légierő
46 db-ot üzemeltetnek, melyből 4 db G.222RM, 10 db G.222SAMA és 2 db G.222VS. Ezeken kívül még 12 db C–27J-t rendeltek.
Az Olasz Légierő több példányt kölcsönadott az ENSZ-nek (pl. a 46•94-et).

### 

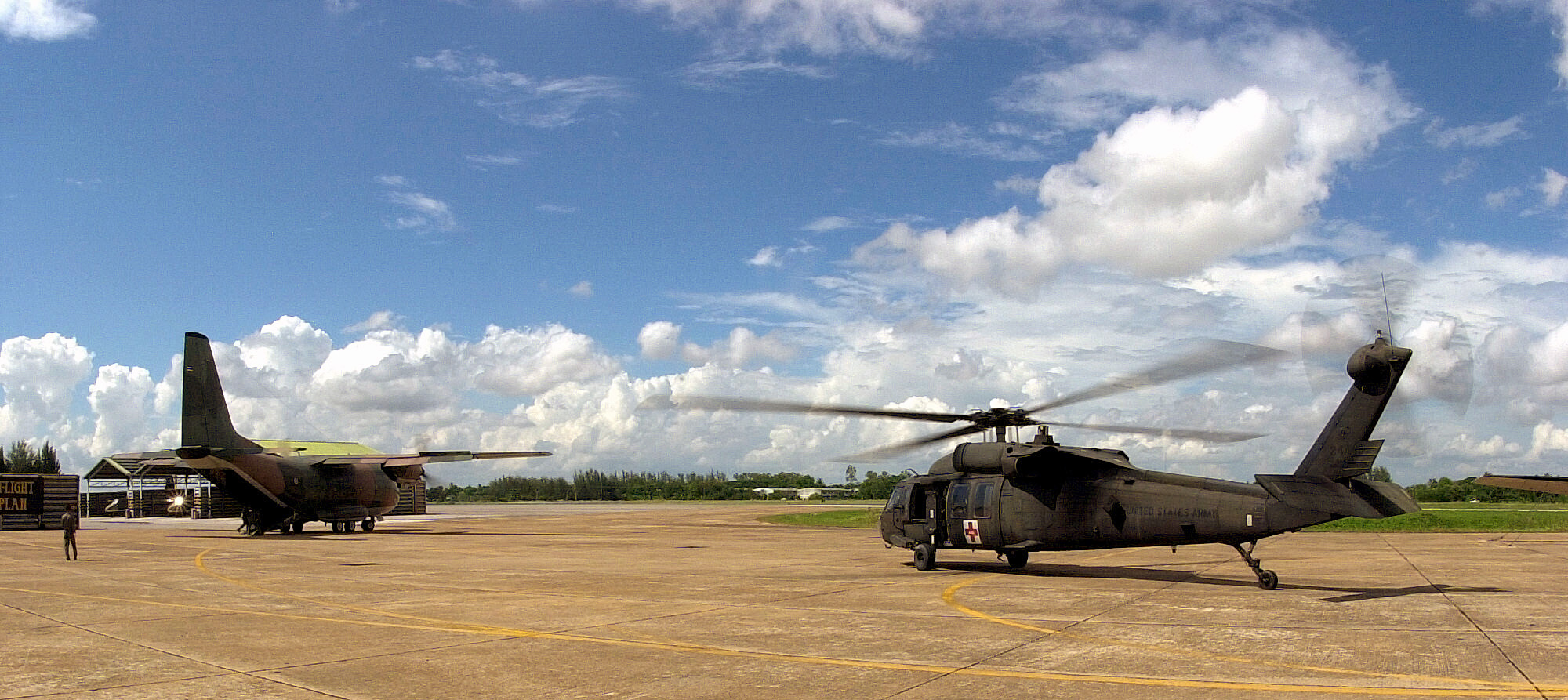
Egy thaiföldi gép parkol a Cobra Gold '01 gyakorlat idején a washingtoni Fort Lewis-ban

### Szomáliai Légihadtest
2 db géppel rendelkeznek.

### Az Amerikai Egyesült Államok Légiereje

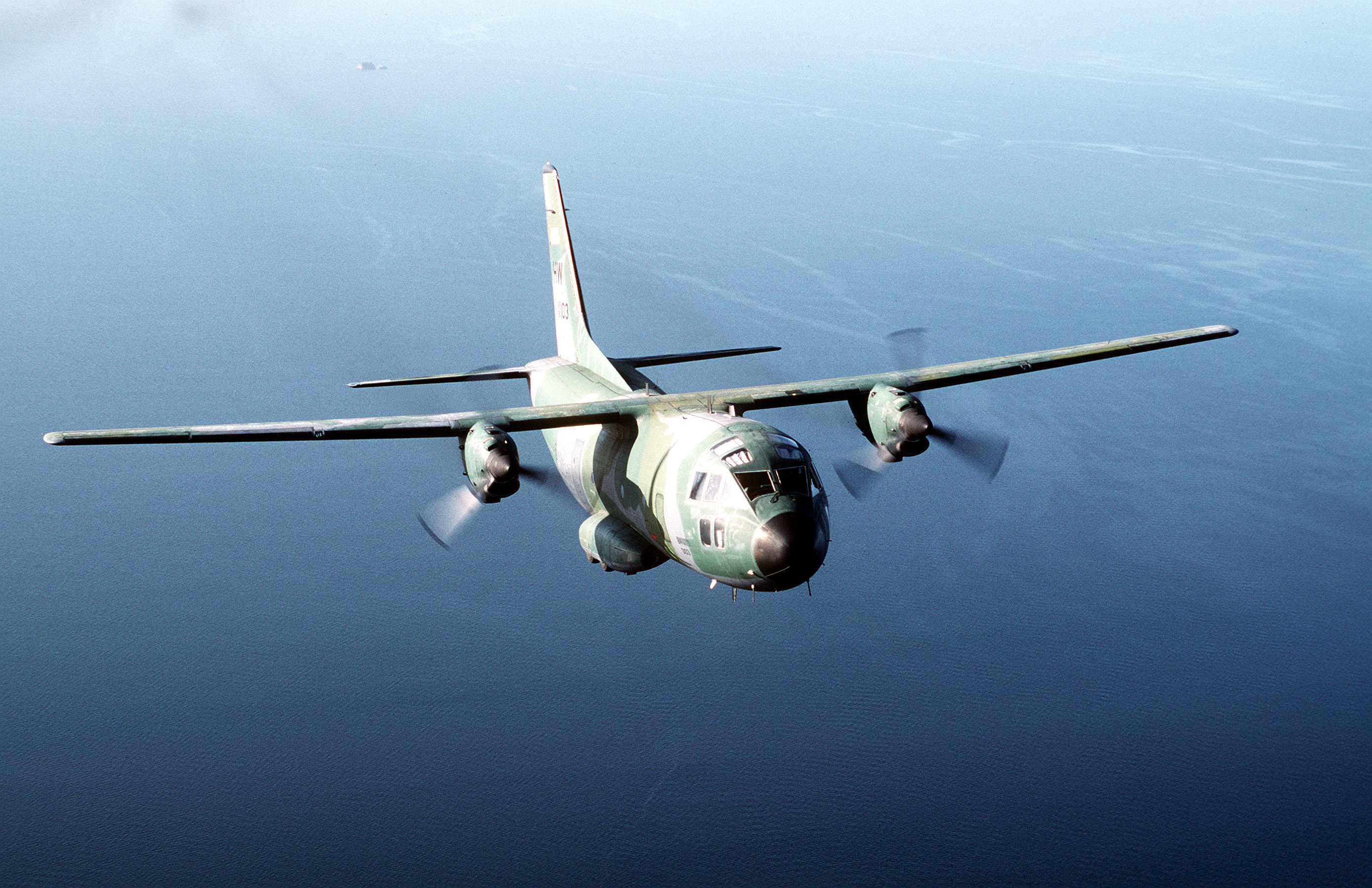
A 91–0103-as C–27A Panama térségében

10 db-ot vásároltak és gyártottak le az RRITA-program számára. A gépeket a panamai Howard Légierő-bázison (Howard AFB) települő
24. ezred 310. Légiszállító-századának (310th AS/24th WG) állományába sorolták. Itt rendszerint Közép- és Dél-Amerikába végeztek humanitárius szállításokat, illetve a különleges erők egyes akcióit is támogatták. A gépek a Légiszállító Parancsnokság (Air Mobility Command, AMC) alárendeltségébe tartoztak.
A gépek gyártási sorozatszámai (c/n számok):

90–0170 (4097), 90–0171 (4098), 90–0172 (4099), 90–0173 (4100), 90–0174 (4101), 91–0103 (4102), 91–0104 (4103), 91–0105 (4104), 91–0106 (4105), 91–0107 (4106).
Három példányt 1997-ben (a 91–0105 július 14-én, a 90–0173 szeptember 15-én, a 91–0107 szeptember 22-én), a többit 1999 január közepén vonták ki (90–0170, –0171 –0172, 91–0104 január 11-én; a 90–0174, 91–0103 és 91–0106 január 14-én) és kerültek az AMARC-be (Aerospace Maintenance And Regeneration Center) elhelyezésre.

### Venezuelai Légierő
8 db géppel rendelkeznek.